# Trigonisca pipioli
Trigonisca pipioli är en biart som beskrevs av Ayala 1999. Trigonisca pipioli ingår i släktet Trigonisca och familjen långtungebin. Inga underarter finns listade i Catalogue of Life.